# Gare de Bocognano
La gare de Bocognano est une gare ferroviaire française de la ligne de Bastia à Ajaccio (voie unique à écartement métrique). Elle se situe sur le territoire de la commune de Bocognano, dans le département de la Corse-du-Sud et la Collectivité territoriale de Corse (CTC).
Elle fut construite par l'État, et mise en service en 1888 par la Compagnie de chemins de fer départementaux (CFD). C'est une gare des Chemins de fer de la Corse (CFC), desservie par des trains « grande ligne ».

## Situation ferroviaire
Établie à 673 mètres d'altitude, la gare de Bocognano est située au point kilométrique (PK) 116,3 de la ligne de Bastia à Ajaccio à voie unique et à écartement métrique, elle est située entre la Gare de Vizzavona et la halte à arrêt facultatif de Tavera.
C'est une gare de croisement des rames avec une voie d'évitement.

## Histoire
En septembre 1888, le conseil général est informé que l'état du réseau routier permet l'accès à la « station de Bocognano ». Il prévoit donc  de créer une rampe entre la route nationale et la station.
La station de Bocognano est mise en service le 1er décembre 1888 par la Compagnie de chemins de fer départementaux (CFD) lors de l'ouverture à l'exploitation du tronçon de Mezzana à Bocognano. La section suivante de Bocognano à Vizzavona est ouverte le 14 juillet 1889.

## Service des voyageurs

### Accueil
Gare CFC, elle dispose d'un bâtiment voyageurs, avec guichet ouvert du lundi au vendredi et fermé les samedis dimanches et jours fériés.

### Desserte
Bocognano est desservie par des trains CFC « grande ligne » de la relation Bastia (ou Corte) - Ajaccio.

### Intermodalité
Le stationnement des véhicules est possible devant la gare.

## Patrimoine ferroviaire
La gare comporte deux bâtiments utilisés pour l'exploitation ferroviaire : le bâtiment voyageurs à deux ouvertures et un étage et une ancienne halle à marchandises avec auvent bordée par une voie de remise servant de garage, la halle est située à une trentaine de mètres de ce dernier côté Bastia.
Le site a également conservé les anciennes installations du temps de la vapeur : un château d'eau en maçonnerie avec réservoir supérieur en métal riveté, un mât fontaine "Fourchambault 1891" pour le remplissage de la chaudière des locomotives à vapeur (Elles furent remplacées en 1950 par des autorails des Établissements Billard). Un petit restaurant aujourd'hui fermé (septembre 2012) était installé dans un agrandissement du bâtiment voyageur.